# Stanislav Kamarýt
Stanislav Kamarýt (10. listopadu 1883 Velešín – 30. července 1956 Havlíčkův Brod) byl český esperantista, doktor filozofie a ředitel gymnázia v Chotěboři. Byl vůdčí osobnost československého esperantského hnutí.

## Dílo
- Seznam děl v Souborném katalogu ČR, jejichž autorem nebo tématem je Stanislav Kamarýt

### Díla v esperantu
Stanislav Kamarýt byl mimo vlastní tvorby také redaktorem esperantské revue Esperantista. Publikoval mnoho esejí, filozofických pojednání a článků. Kromě literární činnosti ho lze považovat za historika esperantského hnutí v Československu, byl redaktorem děl Ĉeĥoslovaka antologio a Historio de esperanto-movado en Ĉeĥoslovakio.
- Filozofia vortaro

#### Překlady
Přeložil divadelní hru Vítězslava Nezvala Ještě dnes zapadá slunce nad Atlantidou, která však nebyla vydána a dosud zůstává v rukopise.

### Díla v češtině
Přestože převážná část tvorby S. Kamarýta je v esperantu, napsal několik děl i v češtině.
- Mezinárodní jazyk
- O dvojí pravdě
- O jednoznačnosti mravního soudu